# Charles Quansah
Charles "Papa" Kwabena Ebo Quansah (1964. –) ghánai sorozatgyilkos akit 9 nő meggyilkolásáért ítéltek el.

## Gyilkosságok és tárgyalás
Quansah-t eredetileg 2000-ben tartóztatták le akkori barátnője, Joyce Boateng meggyilkolása miatt. Letartóztatása közben Quansah-t egy másik nő, Akua Serwaa meggyilkolásával vádolták meg, akit 1996. január 19-én megfojtva találtak Kumasiban a Kumasi Sportstadion közelében, és ezutám bevallotta nyolc nő fulladásos halálát Accrában. 1993-tól kezdve harmincnégy nő halálával gyanúsítják.
A rendőrségi és börtönadatokból kiderül, hogy Charles Quansah-t 1986-ban a James Fort börtönökbe zárták nemi erőszak miatt. Büntetésének letöltése után újabb nemi erőszakot követett el, és 1987-ben három évre a Nsawam börtönbe zárták. Quansah-t ismét bebörtönözték rablás miatt 1996-ban a ghánai Accra közelében lévő Nsawam Medium börtönben. Szabadulása után Accrába költözött.
Charles Quansah pere 2002. július 11-én, csütörtökön kezdődött az accrai High Court Criminal Sessions ülésén. Ezt követően kilenc nő fulladásos haláláért ítélték el, és akasztás általi halálra ítélték.
2003-ban Quansah nyilatkozott a sajtónak, és tagadta, hogy megölte volna a kilenc nő egyikét, illetve a további huszonhárom meggyilkolását amikkel gyanúsítják, és nyilatkozatot adott ki, amelyben kijelentette, hogy megkínozták, miközben őrizetben volt.

## Fordítás
Ez a szócikk részben vagy egészben  a   Charles Quansah című angol Wikipédia-szócikk ezen változatának fordításán alapul.  Az eredeti cikk szerkesztőit annak laptörténete sorolja fel. Ez a jelzés csupán a megfogalmazás eredetét és a szerzői jogokat jelzi, nem szolgál a cikkben szereplő információk forrásmegjelöléseként.